# Георгиевская церковь (Киев)
Гео́ргиевская це́рковь — утраченный православный храм в Киеве, основанный в XI веке князем Ярославом Мудрым и освящённый во имя его небесного покровителя Георгия Победоносца (христианское имя князя — Георгий). Был главным храмом Георгиевского монастыря.
Храм находился на углу современной Владимирской улицы и Георгиевского переулка. Упоминается в Лаврентьевской летописи, согласно которой освящение храма могло произойти не ранее ноября 1051 года. Храм был разрушен, вероятно, вследствие общего упадка древней части Киева после разорения города ордами хана Батыя в 1240 году.

## История
О строительстве князем Ярославом Мудрым храма во имя своего святого покровителя говорится в летописной статье 1037 года. Ещё одним источником, из которого известно об основании храма, является сказание в составе второй редакции Про́лога, из которого известно, что церковь была освящена митрополитом Иларионом, то есть между 1051 и 1054 годами. В этом документе сообщаются подробности о строительстве Георгиевской церкви: Ярослав Мудрый, обеспокоенный тем, что у церкви «не бе… много делатель», приказал «возити куны на возех в камару Золотых ворот и возвестиша на торгу людем, да возмет кождо по ногате на день и бысть множество делающих». Сообщалось также, что в церкви проводились хиротонии русских епископов. В Повести временных лет есть упоминание, что в 1063 году в этой церкви был погребён брат Ярослава Мудрого, Судислав Владимирович.
Известно, что монастыри (в том числе и Георгиевский) были поставлены по сторонам главной улицы Киева, которая шла от Золотых ворот, и обрамляли вход в центральную часть Киева. Время разрушения Георгиевской церкви неизвестно, но память о месте её расположения у ворот Софийского собора, на котором она стояла в древности, сохранялась до XVII века. В Киевском синопсисе описывается её расположение справа от Софийского собора: «Созда же [Ярослав] и церковь святаго великомученика Георгия от камене, во имя себе от св. крещения данное, по правой стране святыя Софии».
День освящения Георгиевской церкви — 26 ноября — стал общерусским праздником: в проложном сказании говорится, что Ярослав Мудрый «заповеда по всеи Руси творити праздник святого Георгия». Праздник получил в народе название Юрьев день.

### Архитектура первого храма
При земляных археологических работах 1934 и 1937 годах вскрывались остатки кладок древнего храма, а в 1939 году были открыты полукружия центральной и южной апсид. Незастроенные южные и западные части храма частично изучались в 1979 году.
В результате археологических изысканий было установлено, что общие размеры храма составляли (около 27 м (с апсидой) х 24 м). Храм относился к типу крестово-купольных 4-столпных с дополнительным западным членением-нартексом и, возможно, западной галереей-притвором, где должна была помещаться лестничная башня, ведшая на хоры. В плане это был 3-нефный 3-апсидный храм с сильно вынесенной вперед центральной апсидой, существенно превосходившей по ширине боковые, с резко подчеркнутым трансептом и 3 или 2 (южной и северной) одноэтажными галереями.
Техника кладки стен была типичной для архитектуры Киева середины и второй половины XI века. Фундаменты были выполнены из разнородного бутового камня на растворе с цемянкой. Глубина фундаментов — от 1,3 м при ширине 1,6-1,8 м (основной объём) до 0,8×1,25 м в южной галерее. Поверхность фундамента выровнена шиферными плитами, выше идет кладка в смешанной технике из камня и плинфы со скрытым рядом. При раскопках были найдены куски колонн, фрагменты фресок, кубики смальты, плитки пола, шиферные плиты, листовой свинец (остатки кровли), оконное стекло.
В 1674 году киевский воевода Ю. Трубецкой на месте развалин соорудил небольшую деревянную церковь.

## Второй храм
В 1744 году на древних фундаментах заложен каменный храм, строительство которого велось на средства императрицы Елизаветы Петровны и было завершено в 1752 году. Храм был построен в стиле упрощённого барокко и увенчан скромной главкой. В 1816 году в нём был похоронен Константин Ипсиланти — господарь Молдовы и Валахии (надгробие теперь экспонируется в Киево-Печерской лавре).

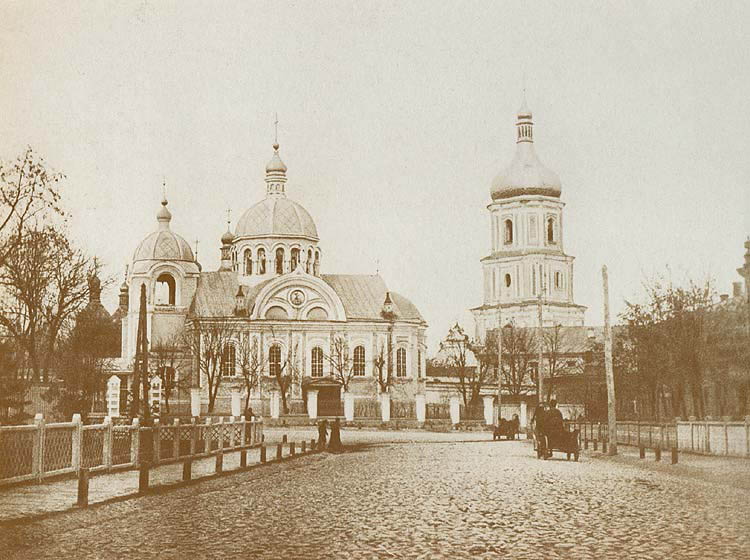
Внешний вид храма после 1884

В 1884 году глава храма была переделана в неовизантийском стиле, а над притвором надстроена колокольня по проекту киевского архитектора Владимира Николаева. В 1897 году тот же архитектор пристроил к южному фасаду церкви ризницу в виде приземистой часовни.
В 1934 году Георгиевский храм был снесён советской властью.
Фундамент древнего храма в настоящее время не сохранился, а его расположение было под клумбой на которой стоит памятник защитникам границ Отечества всех поколений, а край места где ранее был фундамент — под окончанием дома № 2 по Георгиевскому переулку.